# Barnaby Rudge (film 1915)
Barnaby Rudge è un film muto del 1915 diretto da Cecil M. Hepworth e da Thomas Bentley che firma anche la sceneggiatura basata sul romanzo di Charles Dickens.

## Trama
Barnaby Rudge, un giovane mentalmente ritardato, verrà accusato di aver preso parte alla rivolta antipapista del 1780 e condannato a morte. Sarà graziato sul patibolo.

## Produzione
Il film fu prodotto dalla Hepworth.

## Distribuzione
Distribuito dalla Kinematograph Trading Company, il film uscì nelle sale cinematografiche britanniche nel gennaio 1915. Venne distribuito il mese seguente anche negli Stati Uniti dalla Hepworth-American.
Il film si pensa sia stato distrutto insieme a gran parte dei film della compagnia nel 1924 dallo stesso produttore, Cecil M. Hepworth. Fallito, in gravissime difficoltà finanziarie, Hepworth pensava in questo modo di poter almeno recuperare il nitrato d'argento della pellicola.